# Petrovič
Petrovič je 118. najbolj pogost priimek v Sloveniji, ki ga je po podatkih Statističnega urada Republike Slovenije na dan 31. decembra 2007 uporabljalo 1.209 oseb, na dan 1. januarja 2010 pa 1.199 oseb in je med vsemi priimki  po pogostosti uporabe zavzemal 119. mesto. 

## Znani nosilci priimka v Sloveniji
- Borut Petrovič Vernikov (*1955), pesnik, literarni kritik, knjigotržec, finančnik
- Danica Petrovič, novinarka
- Daniel Petrovič (*1963), histolog, biokemik, prof. MF
- Dejan Petrovič (*1998), nogometaš
- Dragica Petrovič (*1957), režiserka in producentka
- Drago Petrovič, gospodarski politik
- Dušan Petrovič (*1969), geodet, kartograf
- Emi(lija) Petrović Martini (*1975), slikarka
- Ivo Petrovič, slikar, likovni pedagog
- Janko Petrovič, vodja Izobraževalnega centra za zaščito in reševanje Republike Slovenije (ICZR)
- Jožef Petrovič (1889–1980), glasbenik, dirigent
- Jožef Petrovič (*1958), ekonomist, politik
- Krešimir Petrovič (1935–2006), kineziolog in sociolog športa, univ. profesor
- Lana Petrovič, pevka
- Le Petrovič (-Brecelj) (*1947), prevajalec
- Mihael Petrovič (*1938), veteran osamosvojitvene vojne, častni občan Kočevja
- Mihael Petrovič ml., domoznanec Kočevske
- Milan Petrovič (*194#?), prvi? slovenski rock pevec
- Mira Petrovič, bibliotekarka, domoznanka (Ptuj)
- Nataša Petrovič (1948–2021), novinarka, kulturna delavka (Ptuj); 1. slov. vitezinja vina
- Oto Petrovič (1928–1999), klinični psiholog, univ. profesor
- Rene Petrovič, sabljač
- Rok Petrovič (1966–1993), alpski smučar
- Stane Petrovič - Čonč (*1949), slikar
- Tomaž Petrovič (*1979) nogometaš
- Toni Petrovič, pevec
- Uroš Petrovič (*1973), biokemik, funkcionlani genomik
- Vladimira Petrovič Žener (*1942), prevajalka
- Zoran Petrovič (*1980), lutkovni režiser

## V drugih okoljih (ruski patronimik Petrovič ali priimekPetrović)
- Dražen Petrović
- Petar Petrović Njegoš